# عشق و انتقام
عشق و انتقام به کارگردانی محمدعلی فردین و نویسندگی محمدعلی فردین، ویدا قهرمانی ساختهٔ سال ۱۳۴۴ است.

## خلاصه داستان
مرد جوانی، آخرین بازماندهٔ نسل خان، با همه توان در پی انتقام از ایل رقیب است، به همین منظور دختر رئیس ایل را می‌رباید، اما شیفته اش می‌گردد این فیلم در منطقه غرب کشور و در شهر قصرشیرین فیلم برداری شده است...

## بازیگران
- محمدعلی فردین
- ویدا قهرمانی
- محسن آراسته
- اکبر خواجوی
- ناصر کوره چیان
- نرسی کرکیا
- ویسمراد شریفی